# サンクスギビング (映画)
『サンクスギビング』（原題：Thanksgiving）は、2023年制作のアメリカ合衆国のホラー映画。
クエンティン・タランティーノ監督とロバート・ロドリゲス監督が手がけた2007年のアンソロジー映画『グラインドハウス』内で上映された『感謝祭』（Thanksgiving）のフェイク予告編の長編映画化。タイトル通り、感謝祭（サンクスギビング）をモチーフにした映画。イーライ・ロス監督。R18+指定。

## あらすじ
マサチューセッツ州の小さな町を舞台に、感謝祭を祝う食卓を七面鳥の代わりに住民たちで飾ろうと殺戮を繰り広げる殺人鬼ジョン・カーヴァーの恐怖を描く。

## キャスト
※括弧内は日本語吹替声優。
- エリック・ニューロン - パトリック・デンプシー（落合弘治）
- ジェシカ - ネル・ヴェルラーク（松本沙羅）
- ギャビー - アディソン・レイ（夏吉ゆうこ）
- ボビー - ジェイレン・トーマス・ブルックス（南須原亮）
- ライアン - マイロ・マンハイム（山田寛人）
- トーマス・ライト - リック・ホフマン（中島智彦）
- アマンダ・コリンズ - ジーナ・ガーション（広瀬彩）
- ジョン・カーヴァー - アダム・マクドナルド（声）
- エヴァン - トマソ・サネリ
- スキューバ - ガブリエル・ダベンポート（広瀬裕也）
- ユリア - ジェナ・ウォーレン（松岡美里）
- キャスリーン - カレン・クリシェ
- ブレット・ラベル - ジェフ・テラヴァイネン
- ジェイコブ - ジョーダン・プール
- マッカーティ - ジョー・デルフィン
- ミッチ・コリンズ - タイ・オルソン
- ロニー - ミカ・アモンセン
- エイミー - シェイリン・グリフィン（米本早希）
- マニー - ティム・ディロン
- リジー - アマンダ・バーカー
- ダグ - クリス・サンディフォード
- カンティン市長 - デレク・マクグラス
- おばあちゃん - リン・グリフィン